# Shepparton
Shepparton (/ˈʃɛpərtən/) là một thành phố trong bang Victoria, Úc. Thành phố có dân số 48.926 người (năm 2010). 
Shepparton là một thành phố nằm trên đồng bằng ngập lũ của sông Goulburn ở phía đông bắc của tiểu bang Victoria, cự ly khoảng 181 km (112 dặm) về phía đông bắc của Melbourne. Đây là thành phố lớn thứ năm tại tiểu bang Victoria, Australia. 
Nó bắt đầu như một trạm cừu và vượt sông trước khi trải qua một biến đổi lớn như là một thị trấn đường sắt. Ngày nay nó là một trung tâm nông nghiệp và sản xuất và trung tâm của hệ thống thủy lợi thung lũng Goulburn, một trong những trung tâm thủy lợi lớn nhất tại Úc. Đây là một thành phố dịch vụ lớn trong khu vực và là trung tâm hành chính dân sự Đại đô thị Shepparton. Đại đô thị Shepparton bao gồm các trung tâm xung quanh Tatura, Merrigum, Mooroopna, Murchison, Dookie, và Grahamvale.

## Khí hậu
Shepparton có khí hậu bán khô hạn (phân loại khí hậu Köppen BSk) với mùa hè nóng bức và mùa đông mát mẻ.
| Dữ liệu khí hậu của Shepparton            | Dữ liệu khí hậu của Shepparton | Dữ liệu khí hậu của Shepparton | Dữ liệu khí hậu của Shepparton | Dữ liệu khí hậu của Shepparton | Dữ liệu khí hậu của Shepparton | Dữ liệu khí hậu của Shepparton | Dữ liệu khí hậu của Shepparton | Dữ liệu khí hậu của Shepparton | Dữ liệu khí hậu của Shepparton | Dữ liệu khí hậu của Shepparton | Dữ liệu khí hậu của Shepparton | Dữ liệu khí hậu của Shepparton | Dữ liệu khí hậu của Shepparton |
| Tháng                                     | 1                              | 2                              | 3                              | 4                              | 5                              | 6                              | 7                              | 8                              | 9                              | 10                             | 11                             | 12                             | Năm                            |
| ----------------------------------------- | ------------------------------ | ------------------------------ | ------------------------------ | ------------------------------ | ------------------------------ | ------------------------------ | ------------------------------ | ------------------------------ | ------------------------------ | ------------------------------ | ------------------------------ | ------------------------------ | ------------------------------ |
| Cao kỉ lục °C (°F)                        | 46.2 (115.2)                   | 46.1 (115.0)                   | 39.7 (103.5)                   | 34.4 (93.9)                    | 25.7 (78.3)                    | 21.5 (70.7)                    | 20.6 (69.1)                    | 24.8 (76.6)                    | 31.8 (89.2)                    | 36.8 (98.2)                    | 41.2 (106.2)                   | 42.8 (109.0)                   | 46.2 (115.2)                   |
| Trung bình ngày tối đa °C (°F)            | 31.8 (89.2)                    | 31.1 (88.0)                    | 27.4 (81.3)                    | 22.5 (72.5)                    | 17.6 (63.7)                    | 14.2 (57.6)                    | 13.2 (55.8)                    | 15.0 (59.0)                    | 18.3 (64.9)                    | 22.2 (72.0)                    | 26.2 (79.2)                    | 28.9 (84.0)                    | 22.4 (72.3)                    |
| Tối thiểu trung bình ngày °C (°F)         | 15.2 (59.4)                    | 15.1 (59.2)                    | 12.3 (54.1)                    | 8.5 (47.3)                     | 5.6 (42.1)                     | 3.9 (39.0)                     | 3.4 (38.1)                     | 3.7 (38.7)                     | 5.4 (41.7)                     | 7.3 (45.1)                     | 10.7 (51.3)                    | 12.7 (54.9)                    | 8.6 (47.5)                     |
| Thấp kỉ lục °C (°F)                       | 5.6 (42.1)                     | 5.0 (41.0)                     | 3.4 (38.1)                     | −0.6 (30.9)                    | −3.1 (26.4)                    | −5.9 (21.4)                    | −4.7 (23.5)                    | −6.3 (20.7)                    | −2.2 (28.0)                    | −0.4 (31.3)                    | 0.3 (32.5)                     | 4.0 (39.2)                     | −6.3 (20.7)                    |
| Lượng Giáng thủy trung bình mm (inches)   | 27.5 (1.08)                    | 40.5 (1.59)                    | 32.2 (1.27)                    | 33.7 (1.33)                    | 33.9 (1.33)                    | 39.7 (1.56)                    | 42.8 (1.69)                    | 45.7 (1.80)                    | 37.2 (1.46)                    | 31.5 (1.24)                    | 50.1 (1.97)                    | 31.8 (1.25)                    | 441.6 (17.39)                  |
| Số ngày giáng thủy trung bình             | 4.6                            | 4.7                            | 5.3                            | 5.4                            | 9.9                            | 11.9                           | 14.8                           | 12.7                           | 9.8                            | 8.2                            | 6.8                            | 5.4                            | 99.5                           |
| Độ ẩm tương đối trung bình buổi chiều (%) | 28                             | 33                             | 35                             | 43                             | 56                             | 66                             | 68                             | 61                             | 53                             | 44                             | 38                             | 31                             | 46                             |
| Nguồn: Cục Khí tượng Úc.                  |                                |                                |                                |                                |                                |                                |                                |                                |                                |                                |                                |                                |                                |